# Алкалай, Олга
Олга Алкалай (сербохорв. Олга Алкалај / Olga Alkalaj; 23 ноября 1907, Белград — 15 марта 1942, там же) — югославский сербский адвокат, партизанка Народно-освободительной войны Югославии.

## Биография
Родилась 23 ноября 1907 года в Белграде в еврейской семье. Как ученица гимназии и студентка была активным деятелем революционного движения, в школе вступила в Союз коммунистической молодёжи Югославии. Окончила юридический факультет Белградского университета, с 1923 года член Коммунистической партии Югославии. Одна из наиболее активных деятельниц Компартии Югославии и женского движения в Белграде, с 1938 года член Комиссии по вопросам женщин при Сербском краевом комитете КПЮ. Работала в газете «Жена данас», занимала пост секретаря партийной организации 5-го района Белграда. Защищала коммунистов в суде.
После оккупации Югославии нацистами и начала гонения на евреев Олга получила фальшивый паспорт на имя Софии Алексич, устроившись служанкой у Зорицы Велькович. Она продолжила свою деятельность и начала помогать партизанам в подготовке к антигитлеровскому выступлению. В июле 1941 года усилиями Олги Алкалай из тюремной больницы на Видинской улице выбрался член ЦК КПЮ Александар Ранкович. В сентябре 1941 года Олга вошла во временный Белградский городской комитет.
В ноябре 1941 года после раскрытия ячейки Олгу арестовала полиция, бросив в лагерь Баница и подвергнув пыткам. Позже её выслали в лагерь смерти Саймиште, где её состояние ухудшилось. В связи с этим Олга была направлена в еврейский госпиталь. Партийная организация предложила Олге бежать, но та отказалась, не желая подвергать других больных опасности, чтобы их не взяли в заложники немцы. 15 марта 1942 года казнена по приказу руководства лагеря: задушена в газвагене.
Имя Олги Алкалай ныне носит улица в белградском районе Конярник.